# Julius Richard Petri

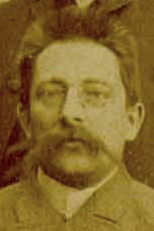
Julius Richard Petri

Julius Richard Petri (Barmen, 31 mei 1852 – Zeitz, 20 december 1921) was een Duits bacterioloog die de naar hem vernoemde petrischaal in 1877 uitvond toen hij bij Robert Koch als assistent werkzaam was. 
Petri studeerde medicijnen aan de Kaiser-Wilhelm-Akademie voor militaire artsen (1871–1875) waar hij in 1876 afstudeerde. Hij vervolgde zijn studie in Berlijn in het Charité ziekenhuis. Tot 1882 bleef hij als militair in actieve dienst om daarna reservist te worden.
Van 1877 tot 1879 werd hij toegewezen aan het Kaiserliches Gesundheitsamt in Berlijn, waar hij de assistent van Robert Koch werd. Op aanraden van Angelina Hesse, de in New York geboren echtgenote van een andere assistent, Walther Hesse, begon het laboratorium van Koch bacteriën te cultiveren op schaaltjes met agar. Petri vond het standaard cultuurschaaltje, of Petrischaaltje, uit en ontwikkelde de techniek met een agarcultuur verder met als doel bacteriekoloniën te isoleren of om deze van een enkele cel op te kweken. Hierdoor werd het mogelijk om heel precies de bacteriën die ziekten veroorzaken aan te wijzen.
- Gemeinsame Normdatei: 117702536
- International Standard Name Identifier: 0000 0001 1066 2188
- Library of Congress Control Number: nr00027667
- Nederlandse Thesaurus van Auteursnamen: 139401911
- SNAC: w6dk9c28
- Système universitaire de documentation: 198509332
- Virtual International Authority File: 62333094
- WorldCat: E39PBJpV8JgbQW6rvMpDFY6kDq